# جوزف افوسی
جوزف افوسی (انگلیسی: Joseph Afusi؛ زادهٔ ۱۱ نوامبر ۱۹۸۲) بازیکن سابق و مربی فوتبال اهل نیجریه است که اخیراً سرمربی باشگاه شیخ جمال دانموندی در لیگ برتر بنگلادش بود.